# Psicología feminista

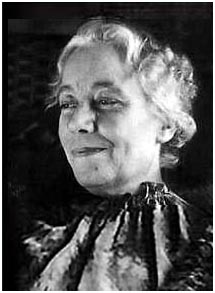
Fotografía de Karen Horney. Ella acuñó el nombre de psicología feminista.

La psicología feminista es una forma de psicología centrada en las estructuras sociales y el género. La psicología feminista afirma que la investigación psicológica histórica fue hecha desde una perspectiva masculina, con la visión de que los hombres son la norma 
El objetivo de este campo de estudio es comprender al individuo dentro de los aspectos sociales y políticos más amplios de la sociedad y cómo se han visto afectadas por las estructuras sociales relacionadas con el género (jerarquía de género), el papel del género en la vida del individuo (como los roles de género estereotípicos), y cualquier otro tema relacionado con el género. La psicología feminista pone énfasis en los derechos de la mujer. El psicoanálisis se configuró como método clínico o terapéutico, el feminismo como estrategia política. (Buhle, 1998)

## Historia

### Psicoanálisis feminista
La expresión «psicología feminista» fue originalmente acuñada por Karen Horney. En su libro Psicología Femenina, —una colección de artículos que Horney escribió sobre el tema entre 1922 y 1937—, aborda las creencias sostenidas anteriormente sobre las mujeres, las relaciones y el efecto de la sociedad en la psicología femenina.

### Funcionalismo, darwinismo y psicología de la mujer
El comienzo de la investigación en psicología presenta muy pocos avances en cuanto a la psicología femenina. Muchas mujeres no lucharon contra la opresión porque, en primer lugar, no notaron que estaban oprimidas (Ruck, 2015). Una vez que surgió el movimiento funcionalista en los Estados Unidos, se desarrollaron estudios psicológicos académicos sobre la diferencia de sexos y una psicología prototípica de la mujer.

### Anti-feminismo posterior a la Segunda Guerra Mundial
En 1942, Edward Strecker convirtió al “mam-ismo”, —entendido como un apego y dependencia excesivos respecto a la madre— en un síndrome patológico oficial definido por la APA. Creía que el país estaba bajo amenaza porque las madres no se desconectaban emocionalmente de sus hijos cuando estos eran suficientemente jóvenes, y que el matriarcado estaba debilitando a los jóvenes y haciendo que perdieran su "poder masculino". Esto alimentó el movimiento antifeminista; las mujeres necesitaban psicoterapia para aliviar su enfermedad mental y prevenir aún más la propagación del “maternalismo excesivo”. El daño psicológico a la familia sería grave si una mujer eligiera una carrera para satisfacer sus necesidades, en lugar de continuar con el rol doméstico femenino asignado por la sociedad: la felicidad de una mujer no era importante, debía seguir su rol. El efecto de las mujeres teniendo pensamientos independientes y necesidad de explorar sus opciones fue una gran amenaza para el género, ya que resultó en mujeres masculinizadas y hombres feminizados, aparentemente confundiendo a los jóvenes de la nación y condenando su futuro. Otros investigadores coincidieron en que los hombres y las mujeres poseen masculinidad y feminidad, y que tener ambos es ser psicológicamente andrógino y una razón que justifica la evaluación o el tratamiento o psicológico.

## Investigación en temáticas de género durante las décadas de 1960 y 1970
Esther Greenglass afirma que en 1972 el campo de la psicología todavía estaba dominado por los hombres, las mujeres estaban totalmente excluidas. Estaba prohibido el uso de la palabra «mujeres» en conjunción con la palabra «psicología», los hombres se negaban a ser excluidos de la narrativa. En su experiencia como docente al frente de grupos de estudiantes o como asistente de profesores, debía expresarlo en función de los seres humanos o el género. El ensayo de Unger "Toward a Redefinition of Sex and Gender", ("Hacia una redefinición del sexo y el género"), decía que el uso de género demostraba la separación entre sexo biológico y psicológico. La psicología de las mujeres es feminista porque plantea que las mujeres son diferentes de los hombres y que el comportamiento de las mujeres no puede entenderse fuera de contexto. Las feministas a su vez obligaron a los psicoanalistas a considerar las implicaciones de una de las proposiciones más inflexibles de Freud: "que los seres humanos se componen de hombres y mujeres y que esta distinción es la más significativa que existe" (Buhl, 1998). En «Liberating Minds: Consciousness-Raising as a Bridge Between Feminism and Psychology in 1970s Canada», («Mentes liberadoras: el aumento de la conciencia como un puente entre el feminismo y la psicología en la década de 1970 en Canadá»), Nora Ruck afirma: "La feminista radical estadounidense Irene Peslikis advirtió que equiparar la liberación de las mujeres con la terapia individual impedía que las mujeres realmente entendieran las raíces de su opresión y lucharan contra ellas". Canadá fue uno de los pocos países con una categoría académica para el feminismo dentro de la psicología. Se basaron en grupos de autoconciencia feminista (llamados CR por su sigla en inglés), para construir su movimiento. Ruck describe el proceso de estos grupos CR como "tender un puente entre las tensiones" que existen entre lo personal y lo político. El desarrollo de la CR como un método político en sí mismo se atribuye ampliamente al colectivo feminista radical "Redstockings" con sede en Nueva York (Echols, 1989). La CR también está estrechamente vinculada al feminismo radical, que apunta a eliminar la discriminación y la segregación basada en el sexo, y a través de un movimiento popular como el feminismo socialista, sostiene que la opresión de las mujeres no es un subproducto de la opresión capitalista sino una "causa primaria" (Koedt, 1968).

## Ingreso al espacio laboral
Las mujeres fueron excluidas de la definición de salud mental de Freud (la capacidad de amar y trabajar) porque, —cuando era expresada por mujeres—, la voluntad de obtener un trabajo remunerado se atribuía a un complejo de masculinidad o envidia hacia los hombres. Entre 1970 y 1980, el porcentaje de mujeres que trabajaban fuera del hogar aumentó de 43% a 51% en los Estados Unidos. Aunque las mujeres informaban tener dificultades para armonizar los roles de madre y proveedora, encontraron una manera de realización personal invalidando la obligación tácita de tener hijos (Buhle, 1998). Las mujeres continúan siendo un gran porcentaje de la fuerza laboral en posicionas laborales vinculadas a la psicológica. En 2005, las mujeres ocupaban el 58.2% de los puestos de trabajo en el área de la psicología en los Estados Unidos, porcentaje que se incrementó hasta alcanzar el 68.3% en 2013 (APA, 2013). Esto implica que existen 2.1 mujeres por cada hombre dentro del conjunto de la fuerza laboral activa en esta área, un cambio drástico en comparación con las afirmaciones acerca de las mujeres integradas a la fuerza laboral, establecidas por la escuela de pensamiento de Freud (APA, 2013). La estadística también considera a los psicólogos semirretirados; sin embargo, el número de mujeres supera al de los hombres cuando se comparan valores tomando en consideración solo los psicólogos activos, y tienen menos porcentaje que los hombres cuando se consideran los psicólogos semirretirados y retirados (APA, 2013). En 1973 se creó el Comité de Mujeres en Psicología (CWP). Fue fundado con la misión de "promover la psicología como una ciencia y una profesión ..., asegurando que las mujeres en toda su diversidad alcancen la igualdad dentro de la comunidad psicológica, y en la sociedad en general..." (APA, 2017). Existen publicaciones que se centran en las mujeres en psicología, como SAGE, que es reconocida por la APA (SAGE, 2017). La revista SAGE publica artículos sobre la salud mental de las mujeres en el marco de la actividad laboral, y la problemática de las madres solteras en el país, temas comunes para el feminismo (SAGE, 2017). Estos movimientos que se han producido a lo largo del tiempo muestran un claro cambio en la cultura de la filosofía original de Freud sobre salud mental; el paradigma actual muestra que las mujeres no solo están incluidas, sino que también forman parte de todos los aspectos de la fuerza laboral de la psicología. El Instituto de Liderazgo para Mujeres en Psicología de APA surgió para apoyar e incrementar la participación de las mujeres en los campos psicológicos. Mujeres como Cynthia de las Fuentes no solo están presionando para que la psicología feminista sea un tema más popular, sino que también desarrollan investigaciones para establecer las causas por las que algunas personas podrían alejarse del feminismo y, por extensión, de la psicología del feminismo (APA, 2006).

## Organizaciones

### Asociación de Mujeres en Psicología (AWP)
La Association for Women in Psychology (Asociación de Mujeres en Psicología o AWP, por sus siglas en inglés) se creó en 1969 en respuesta a la aparente falta de participación de la Asociación Americana de Psicología en el Movimiento de Liberación de la Mujer. La organización se formó con el propósito de luchar y sensibilizar sobre temas feministas en el campo de la psicología. La asociación enfocó sus esfuerzos hacia la representación feminista en la APA y finalmente logró sus objetivos en 1973 con el establecimiento de la División 35 de la APA (la Sociedad para la Psicología de la Mujer).

### Sociedad para la Psicología de la Mujer
La División 35 de la APA, la Society for the Psychology of Women (Sociedad para la Psicología de la Mujer), se estableció en 1973. Fue creada para proporcionar un lugar para que todas las personas interesadas en la psicología de las mujeres puedan acceder a información y recursos de este campo de investigación. La organización SWP trabaja para incorporar las preocupaciones feministas en la enseñanza y la práctica de la psicología. La División 35 también dirige varios comités, proyectos y programas.

### Sección de Mujer y Psicología (SWAP)
La Asociación Canadiense de Psicología (CPA) tiene una sección sobre Mujeres y Psicología (SWAP, por sus siglas en inglés), cuyo objetivo es "promover el estatus de la mujer en psicología, promover la equidad respecto de las mujeres en general y educar a los psicólogos y al público sobre temas relevantes para las mujeres y las niñas". SWAP apoya proyectos como «Psychology's Feminist Voices». El «Journal of Diversity in Higher Education» expresa que las mujeres psicólogas a menudo son consideradas ineficientes debido a su baja contribución en la productividad científica. Por lo tanto, las mujeres tienden a prevalecer en posiciones de menor nivel que sus homólogos masculinos, incluso si obtienen sus títulos de doctorado. "No mostraron ningún reconocimiento ni apreciación de que existía una diferencia y de que había una necesidad, y eso fue más o menos cuando estábamos dando un curso interdisciplinario, no en psicología. Todavía no tenía un curso aquí porque no me dejaron tenerlo. Y los hombres teniendo la última palabra, cuando te dicen que no puedes hacerlo, simplemente no lo haces ". (Greenglass, 2005).

### Sección de Psicología de las Mujeres (BPS)
La Sección de Psicología de las Mujeres (Psychology of Women Section, BPS por sus siglas en inglés), de la Sociedad Británica de Psicología (British Psychological Society) se creó en 1988 para reunir a todas las personas interesadas en la psicología de las mujeres, para proporcionar un foro en apoyo de la investigación, la enseñanza y la práctica profesional, y para promover una conciencia de las cuestiones de género y la desigualdad de género en la psicología como profesión y como práctica. POWS está abierto a todos los miembros de la Sociedad Británica de Psicología.

## Investigación actual

### Emoción
Dentro de la psicología feminista, un tema importante de estudio es el de las diferencias de género en la emoción. En general, los psicólogos feministas consideran que la emoción está controlada culturalmente y afirman que las diferencias se encuentran en el modo en que se expresan las emociones y no en la experiencia real. La forma en que una persona muestra sus emociones se define mediante la aplicación de reglas de visualización que guían las formas de expresión socialmente aceptables para las personas y los sentimientos particulares.
Los estereotipos de la emoción ven a las mujeres como el sexo más emocional. Sin embargo, los psicólogos feministas señalan que las mujeres solo son vistas como experimentando con más fuerza emociones pasivas tales como la tristeza, la felicidad, el miedo y la sorpresa. A la inversa, se considera que los hombres tienen más probabilidades de expresar emociones de naturaleza más dominante, como la ira. Los psicólogos feministas creen que los hombres y las mujeres son socializados a lo largo de sus vidas para ver y expresar emociones de manera diferente. Desde la infancia, las madres usan más expresiones faciales cuando hablan con sus niñas pequeñas y usan más palabras emocionales en la conversación con ellas a medida que crecen.
Las niñas y los niños son socializados en mayor medida por sus compañeros; las niñas son recompensadas por ser sensibles y emocionales, y los niños son recompensados por el dominio y la falta de expresión emocional. Los psicólogos también han descubierto que las mujeres, en general, son más hábiles para descifrar las emociones utilizando señales no verbales. Estas señales incluyen la expresión facial, el tono de voz y la postura. Los estudios han demostrado que las diferencias de género en cuanto la capacidad de decodificación comienzan a edad tan temprana como los tres años y medio. El libro Man and Woman, Boy and Girl (Hombre y mujer, niño y niña) analiza a los pacientes intersexuales y explica por qué los factores sociales son más importantes que los factores biológicos en la identidad de género y los roles de género, y los problemas de la antinomia naturaleza vs. educación vuelven a ser el centro de atención (Money & Ehrhardt, 1972).

### Liderazgo
Los científicos sociales en muchas disciplinas estudian aspectos del "efecto techo de cristal", las barreras invisibles pero poderosas que impiden que muchas mujeres asciendan en su lugar de trabajo y otras instituciones públicas más allá de un cierto nivel. Según el Departamento de Trabajo de los Estados Unidos, las mujeres en los Estados Unidos representaban el 47% de la fuerza laboral en 2010. Sin embargo, solo hay un pequeño número de mujeres con altos cargos en corporaciones. Las mujeres constituyen solo el 5% de los CEO según Fortune 500 (2014), el 19% de los miembros de las juntas directivas de las compañías según S&P 500 (2014), y el 26% de los presidentes de colegios. En los cargos de los organismos gubernamentales de los EE. UU. en 2017, las mujeres representan el 19,1% de los Representantes, el 21% de los Senadores, el 8% de los gobernadores estatales y porcentajes igualmente bajos de los funcionarios electos del estado. Las mujeres negras tienen una representación más baja que las mujeres blancas. Los Estados Unidos están a la zaga de otros países en cuanto a paridad de género en la representación gubernamental; de acuerdo con el Informe sobre la brecha de género en el mundo, 2014, los EE. UU. ocuparon el puesto 33 de los 49 países llamados "de ingresos altos" y 83 de los 137 países encuestados.
La situación es en general más igualitaria en los países de América Latina, el Caribe y la península ibérica. Según informa la CEPAL, los 35 países de ese grupo mostraron en promedio en 2018 una representación del 30.7% de mujeres electas en los parlamentos nacionales, con máximos que superan el 50 % en Bolivia y Cuba y mínimos inferiores al 10% en Haití y Belice.
Además, las mujeres experimentan un "efecto de suelo pegajoso". Este efecto ocurre cuando las mujeres no tienen plan de carrera laboral o escalafón que les permita ascender a posiciones más altas. Cuando las mujeres tienen hijos, experimentan un bloqueo llamado "muro materno". El muro materno sucede cuando las mujeres reciben menos tareas deseables y menos oportunidades de progreso después de tener un hijo. El patriarcado rotula a las mujeres como "facilitadoras nutritivas", y determina que debido a esa condición resultan mentalmente incapaces de tomar parte en la fuerza laboral agresiva dominada por los hombres sin verse afectadas por golpes psicológicos y emocionales (Buhl, 1998). Cuando las mujeres comienzan a trabajar en una empresa, su avance puede verse limitado por no tener un empleado de nivel superior que desempeñe un papel activo en el desarrollo y la planificación de la carrera de los empleados de menor nivel. La falta de mentoras que puedan ayudar a las nuevas empleadas se debe a que en las empresas hay menos mujeres que hombres en puestos de nivel superior. Una mujer con un mentor masculino podría experimentar dificultades para obtener respaldo y consejos fuera del espacio laboral. Esto se debe a que los hombres desarrollan actividades deportivas o de esparcimiento con sus compañeros de trabajo, —con lo que refuerzan sus relaciones interpersonales y sus vínculos laborales—, y por lo general, excluyen a las mujeres de estas actividades. Otros factores que limitan el liderazgo de las mujeres son las diferencias culturales, los estereotipos y las amenazas percibidas. Si las mujeres muestran una pequeña cantidad de sensibilidad, están estereotipadas como excesivamente emocionales. En general, los empleadores no aceptan que las personas sensibles y suaves sean capaces de abordar decisiones difíciles o manejar roles de liderazgo. Sin embargo, si una mujer muestra rasgos masculinos, la retratan como masculinizada y agresiva. Las mujeres son consideradas menos competentes y no son tomadas con seriedad cuando se muestran con rasgos no "femeninos". Estas mujeres no se jactan de sus logros y se sienten culpables por poder ir más allá de los estereotipos femeninos de emoción y pensamiento, para actuar de un modo masculino en sus trabajos, solo para tener éxito o tratar de ser iguales a los hombres. Las mujeres profesionales, cuyo estatus profesional depende de la apropiación de los rasgos masculinos, frecuentemente sufren depresión (Buhl, 1998). Investigaciones recientes han relacionado el concepto de «amenaza del estereotipo» con las motivaciones de las niñas para evitar el éxito como una diferencia individual, las niñas pueden evitar la participación en ciertos campos dominados por los hombres debido a los obstáculos reales o percibidos para lograr éxito en esos campos, aunque existen pocas pruebas acerca de esta hipótesis (por ejemplo, Spencer et al. 1999).
Otro factor que conduce a la discriminación y las tensiones es la diferencia cultural entre los mandos medios o superiores y los trabajadores. Por ejemplo, si un gerente es blanco y tiene un empleado negro, se pueden crear tensiones a menos que se comprendan o se respeten. Sin confianza y respeto, el avance es poco probable. Nuestra representación de la identidad de género es blanca y de clase media. Las mujeres blancas son descritas como inteligentes, manipuladoras y privilegiadas por las mujeres negras; que a su vez son descritas como fuertes, decididas y con actitud por las mujeres blancas (Burack, 2002). "Ahí está, el miedo blanco a la ira negra", fue escrito en el Ladies Home Journal (Edwards 1998: 77). Respecto a las amenazas percibidas en el trabajo, no es una cuestión de acoso sexual o acoso en general. La amenaza reside en el riesgo de que las mujeres podrían asumir el control. Cuantas más mujeres trabajen en un lugar, mayor será la amenaza que un hombre sienta por la seguridad laboral. En un estudio realizado sobre un grupo de 126 gerentes hombres, cuando se les pidió estimar el número de mujeres que trabajan en su lugar de trabajo y si sentían o no que los hombres estaban en desventaja, los hombres que creían que había muchas mujeres se sintieron amenazados por la seguridad de su trabajo (Beaton et al., 1996). Alice Eagly y Blair Johnson (1990) descubrieron que los hombres y las mujeres tienen distintas pequeñas diferencias en sus estilos de liderazgo. Las mujeres en el poder eran vistas como interpersonales y más democráticas, mientras que los hombres eran vistos como orientados hacia las tareas y más autocráticos. En realidad, los hombres y las mujeres son igualmente efectivos en sus estilos de liderazgo. Un estudio realizado por Alice Eagly (Eagly, Karau y Makhijani, 1995) no encontró diferencias generales en la efectividad de los líderes masculinos y femeninos para facilitar el logro de los objetivos de su grupo.

### Violencia
Herman (1996) demostró que las feministas se basaban en la noción psicológica de "trauma" para criticar instituciones como la familia, proteger a los niños, defender políticas y luchar contra la violencia masculina ejercida contra mujeres y niños. Las feministas argumentan que la violencia de género ocurre con frecuencia en las formas de violencia doméstica, acoso sexual, abuso sexual infantil, agresión sexual y violación. La violencia hacia las mujeres puede ser física o psicológica y no presenta diferencias relacionadas con raza, estatus económico, edad, origen étnico o situación. Las mujeres pueden ser abusadas por desconocidos, pero a menudo el abusador es alguien a quien la mujer conoce. La violencia ejercida sobre una mujer puede tener efectos a corto y largo plazo y la reacción al abuso puede manifestarse de varias maneras. Algunas mujeres expresan emociones como el miedo, la ansiedad y la ira. Otros optan por la negación y ocultan sus sentimientos. A menudo, las mujeres se culpan por lo que sucedió y tratan de justificar que de alguna manera se lo merecían. Entre las víctimas de la violencia, son comunes los trastornos psicológicos como el estrés postraumático y la depresión. Además de las consecuencias psicológicas, muchas mujeres sufren lesiones físicas que requieren atención médica como consecuencia de las agresiones recibidas.

### Teoría relacional-cultural
La teoría relacional-cultural se basa en el trabajo de Jean Baker Miller, cuyo libro Hacia una nueva psicología de la mujer propone que "las relaciones que fomentan el crecimiento son una necesidad humana central y que las desconexiones son la fuente de problemas psicológicos". Inspirado en La mística de la feminidad de Betty Friedan y en otros clásicos feministas de la década de 1960, la teoría relacional-cultural propone que "el aislamiento es una de las experiencias humanas más dañinas y es mejor tratado al reconectarse con otras personas", y que los terapeutas deberían "fomentar un ambiente de empatía y aceptación para el paciente, incluso a costa de la neutralidad del terapeuta". La teoría se basaba en observaciones clínicas y buscó probar que "no había nada malo con las mujeres, sino más bien con la forma en que la cultura moderna las veía".

## Terapia feminista
La terapia feminista es un tipo de terapia basada en la visualización de la personas dentro de su contexto sociocultural. La idea principal en la que se sustenta esta terapia es que los problemas psicológicos de las mujeres y las minorías son a menudo un síntoma de problemas más amplios en el interior de la estructura social en la que viven. Existe un acuerdo general de que a las mujeres se les diagnostica con más frecuencia trastornos de internalización, como depresión, ansiedad y trastornos de la alimentación, que los hombres. Los terapeutas feministas cuestionan las teorías anteriores de que esto es el resultado de la debilidad psicológica en las mujeres y, en cambio, lo ven como resultado de enfrentar más estrés debido a las prácticas sexistas en nuestra cultura.
Un error frecuente es el de considerar que los terapeutas feministas solo se preocupan por la salud mental de las mujeres. Si bien este es ciertamente un componente central de la teoría feminista, los terapeutas feministas también son perceptivos al impacto que ejercen los roles de género sobre las personas, independientemente de su sexo. Goldman estableció la conexión entre el psicoanálisis y el feminismo como el reconocimiento de la sexualidad como el elemento preeminente en la estructura tanto de las mujeres como de los hombres. Freud descubrió que la ideología de los hombres se imponía sobre las mujeres para reprimirlas sexualmente, conectando las esferas públicas y privadas para la subyugación de las mujeres (Buhle, 1998). El objetivo de la terapia feminista es el empoderamiento del paciente. En general, los terapeutas evitan dar diagnósticos o caracterizar de un modo específico y, en cambio, se centran en problemas dentro del contexto de vivir en una cultura sexista. Los pacientes a veces son entrenados para ser más asertivos y se los alienta a comprender sus problemas con la intención de cambiar o desafiar sus circunstancias. Los terapeutas feministas ven la falta de poder como un problema importante en la psicología de las mujeres y las minorías. En consecuencia, la relación paciente-terapeuta debe ser lo más igualitaria posible, ya que ambas partes se comunican en igualdad de condiciones y comparten experiencias.
La terapia feminista se diferencia de otros tipos de terapia en que va más allá de la idea de que los hombres y las mujeres deben ser tratados por igual en la relación terapéutica. La terapia feminista incorpora valores políticos en mayor medida que muchos otros tipos de terapia. Además, la terapia feminista fomenta el cambio social así como el cambio personal para mejorar el estado psicológico del paciente y la sociedad.

### Cuestionamientos a las terapias tradicionales

#### Sesgos de género
Muchas terapias tradicionales suponen que las mujeres deben seguir los roles sexuales para estar mentalmente sanas. Creen que las diferencias de género tienen una base biológica y alientan a las pacientes a ser sumisas, comprensivas y cuidadoras para lograr la realización personal (Worell y Remer, 1992). La psicoterapia es una práctica dominada por los hombres y alienta la adaptación de las mujeres a los roles estereotipados de género en lugar de apoyar e impulsar su liberación (Kim y Rutherford, 2015). El terapeuta puede hacer esto de modo inconsciente, —por ejemplo, puede alentar a una mujer a ser enfermera, cuando hubiera alentado a un paciente masculino con las mismas habilidades a ser médico—, pero existe el riesgo de que los objetivos y resultados de la terapia se evalúen de manera diferente de acuerdo con las creencias y valores del terapeuta. La desigualdad entre los sexos y las restricciones en los roles sexuales están perpetuadas por la psicología evolutiva, pero podríamos entender el papel del género en las comunidades científicas utilizando estrategias de investigación feministas y admitiendo el sesgo de género (Fehr, 2012).

#### Androcentrismo
Las terapias tradicionales se basan en el supuesto de que ser hombre es la norma. Los rasgos masculinos se consideran los valores por defecto, y los rasgos estereotípicamente masculinos se consideran más valorados (Worell y Remer, 1992; Hegarty y Buechel, 2006). Los hombres se consideran el estándar cuando se comparan las diferencias de género, por lo que los rasgos femeninos son considerados como una desviación respecto de la norma y una deficiencia por parte de las mujeres (Hegarty y Buechel, 2006). Las teorías psicológicas del desarrollo femenino fueron escritas por hombres completamente desinformados acerca de las experiencias reales y las condiciones de vida de las mujeres (Kim y Rutherford, 2015).

#### Hipótesis intrapsíquicas
Las terapias tradicionales ponen poco énfasis en las influencias sociopolíticas, centrándose en cambio en el funcionamiento interno del paciente. Esto puede llevar a los terapeutas a censurar a los pacientes por sus síntomas, incluso si de hecho el paciente puede enfrentar admirablemente una situación difícil y opresiva (Worell y Remer, 1992). Otro posible problema puede surgir cuando los terapeutas consideran insanas lo que son reacciones normales en entornos opresivos, "patologizando" conductas indebidamente (Goodman y Epstein, 2007).

### Principios de empoderamiento
El término empoderamiento en relación con el feminismo, refiere a los procesos mediante los cuales las mujeres incrementan su participación en los espacios de toma de decisiones y ejercicio del poder. Estos procesos están ligados a un incremento en la conciencia de la propia dignidad individual y la fuerza y capacidad colectivas.

#### Lo personal es político
Lo personal es político es un lema de la segunda ola del feminismo que busca evidenciar las conexiones entre la experiencia personal y las grandes estructuras sociales y políticas. 

Aplicado a la psicología, este principio se deriva de la creencia de que los síntomas psicológicos son causados por el entorno. El objetivo del terapeuta es separar lo externo de lo interno para que el paciente pueda tomar conciencia de la socialización y la opresión que ha experimentado y atribuir sus problemas a las causas apropiadas (Worrel y Remer, 1992). La postura feminista está en gran medida marginada y se considera que está fuera de la psiquiatría convencional, y existe una distribución del conocimiento basada en el poder, que le da a los terapeutas la capacidad de etiquetar los trastornos de las mujeres sin conocer sus experiencias vitales (Sawicki, 1991).

Los terapeutas no evalúan como inadaptadas las cogniciones o conductas de sus pacientes; de hecho, los síntomas de depresión o TEPT a menudo se consideran la respuesta no patológica normal y racional a la opresión y la discriminación (Goodman y Epstein, 2007).

#### Relaciones igualitarias
Los terapeutas feministas consideran que las desigualdades de poder son el factor de mayor importancia dentro de los diferentes motivos que impulsan las luchas de las mujeres, y por lo tanto critican el papel del terapeuta tradicional que se posiciona como una figura de autoridad. Los terapeutas feministas creen que las relaciones interpersonales deben basarse en la igualdad y consideran al paciente como el "experto" en sus propias experiencias. Los terapeutas enfatizan la colaboración y utilizan técnicas como la autoexpresión para reducir el diferencial de autoridad (Worrel y Remer, 1992).

#### Valorar la perspectiva femenina
El objetivo de la terapia feminista es revalorizar las características y perspectivas femeninas. A menudo, se critica a las mujeres por romper las normas de género y al mismo tiempo son menospreciadas por actuar de manera femenina. Para romper este doble vínculo, los terapeutas alientan a las mujeres a valorar la perspectiva femenina y autodefinirse a sí mismas y sus roles. Al hacerlo, las pacientes pueden valorar sus propias características, vincularse con otras mujeres y adoptar rasgos que anteriormente habían sido desaprobados (Worrel y Remer, 1992).

### Técnicas

#### Análisis de los roles de género
Un componente de la terapia feminista implica una crítica del condicionamiento cultural que produce y mantiene estructuras socialmente sesgadas (Ballou y Gabalac, 1985). Desde el nacimiento, a las mujeres se les enseña qué comportamientos son apropiados y se enfrentan a sanciones si su conducta no se ajusta a ellos. Estos estereotipos de género son enseñados explícita o implícitamente por la familia, los medios de comunicación, la escuela y el lugar de trabajo, y conducen a sistemas de creencias relacionados con el género y expectativas autoimpuestas (Worell y Remer, 1992).
Antes de que las mujeres puedan liberarse de estas expectativas, deben comprender cuáles fueron los sistemas sociales que moldearon y reforzaron estos estereotipos de género y cómo este sistema afectó su salud mental. Primero, las mujeres trabajan para identificar los mensajes de género que han recibido, así como las consecuencias que de ellos se han derivado. Luego, las mujeres exploran cómo se han internalizado estos mensajes y deciden qué reglas les gustaría seguir y qué comportamientos preferirían cambiar (Worrel y Remer, 1992).

#### Análisis de los sistemas de poder
Los sistemas de poder son grupos organizados que tienen un estatus legítimo, que están aprobados por la costumbre o la ley, y que tienen el poder de establecer los estándares para la sociedad. En la sociedad occidental, se espera que las mujeres se ajusten a los sistemas de poder que las sitúan como sumisas e inferiores a los hombres (Ballou y Gabalac, 1985). Los tipos de poder incluyen la capacidad legal, física, financiera e institucional para ejercer el cambio. A menudo, los hombres controlan el poder directo a través de recursos concretos, mientras que a las mujeres se les permite usar medios indirectos y recursos interpersonales. Además, los roles sexuales y el sexismo institucionalizado desempeñan un papel en la limitación del poder que tienen las mujeres (Worrel y Remer, 1992).
El análisis de los sistemas de poder es la técnica utilizada para examinar el diferencial de poder entre mujeres y hombres, y para empoderar a las mujeres para que desafíen las desigualdades interpersonales e institucionales que enfrentan (Worrel y Remer, 1992).

#### Entrenamiento sobre asertividad
Tradicionalmente, la asertividad se considera un rasgo masculino, por lo que con frecuencia las mujeres luchan con aprender a defender sus derechos. Los terapeutas feministas trabajan para ayudar a las mujeres a distinguir los comportamientos asertivos de los pasivos o agresivos, superar las creencias que afirman que las mujeres no pueden ser asertivas y ayudarlas a ejercitar las habilidades de asertividad a través del juego de roles (Worrel y Remer, 1992).

### Aplicación a otras teorías

#### Terapias cognitivo-conductuales
La mayor crítica feminista a la terapia cognitivo-conductual es que esta teoría no considera el modo en que la sociedad marca el modo en que se aprenden los comportamientos (NetCE, 2014). A menudo, la atención se centra en alentar a las mujeres a cambiar sus respuestas "inadaptadas" y cumplir con los estándares normativos. Al imponer a la mujer la responsabilidad de cambiar sus pensamientos y comportamientos, —en lugar de cambiar los factores ambientales que dan lugar a los problemas—, la teoría no cuestiona las normas sociales que condonan la opresión de las mujeres (Brown y Ballou, 1992). A pesar de esto, las terapeutas feministas utilizan técnicas cognitivo-conductuales para ayudar a las mujeres a cambiar sus creencias y comportamientos, en particular el uso de técnicas como el análisis de roles sexuales o la capacitación en asertividad (Brown & Ballou, 1993; NetCE, 2014).

#### Terapia psicoanalítica
Los terapeutas feministas consideran que muchos conceptos psicoanalíticos son sexistas y están culturalmente inmovilizados (NetCE, 2014). Sin embargo, el psicoanálisis feminista adapta muchas de las ideas de la psicoterapia tradicional, incluido el enfoque en las experiencias de la primera infancia y la idea de transferencia. Específicamente, los terapeutas sirven como figura materna y ayudan a los pacientes a conectarse emocionalmente con los demás mientras conservan un sentido individualizado de sí mismos (NetCE, 2014).

#### Terapia familiar sistémica
La principal crítica sobre los principios de la terapia familiar sistémica es que tiende a ratificar los desequilibrios de poder y los roles de género tradicionales. Por ejemplo, los terapeutas familiares a menudo responden de manera diferente a hombres y mujeres, asignando mayor importancia a la carrera laboral o profesional del hombre o asignando a la madre la responsabilidad del cuidado de los niños y el trabajo doméstico, por ejemplo (Braverman, 1988).
Las terapeutas feministas se esfuerzan por hacer que la discusión de los roles de género sea explícita en la terapia, mientras se centran en las necesidades y empoderamiento de la mujer en su relación familiar (Braverman, 1988). Los terapeutas ayudan a las parejas a examinar cómo las creencias de rol de género y las dinámicas de poder llevan al conflicto. El objetivo es fomentar relaciones más igualitarias y afirmar las experiencias de las mujeres (NetCE, 2014).

### Cuestiones básicas cubiertas en terapia

#### Violación / violencia doméstica
Un enfoque feminista para el tratamiento de la violación o el abuso doméstico se centra en el empoderamiento. Los terapeutas ayudan a los pacientes a analizar los mensajes sociales sobre violaciones o abusos domésticos que fomentan en la víctima una actitud de culpa, y tratan de ayudar a los pacientes a superar la vergüenza, la culpa y la autocensura. A menudo, las mujeres no conocen las verdaderas definiciones de abuso o violación, y no se identifican inmediatamente como víctimas (Worrel y Remer, 1992).
Las víctimas a menudo enfrentan reacciones negativas por parte de otras personas cuando intentan buscar ayuda, lo que produce la revictimización, por lo que los terapeutas pueden ayudar a la mujer a navegar los servicios médicos y legales si lo desea. En todo momento, aunque la principal preocupación es la seguridad, el terapeuta le da poder a la mujer para explorar sus opciones y tomar sus propias decisiones (por ejemplo, finalizar o continuar la relación después de un ataque) (Worrel y Remer, 1992).
Se enfatiza que cualquier síntoma es en realidad la reacción normal a un hecho traumático, y las mujeres no son patologizadas. Tanto la violación como la violencia doméstica no son vistas como algo de lo que la víctima puede recuperarse, sino que son vistas como experiencias que puede integrarse en la historia de la vida a medida que quien sufrió la agresión reestructura la autoestima y la confianza en sí mismo (Worrel y Remer, 1992).

#### Orientación profesional
La elección ocupacional es un tema principal en el asesoramiento feminista. Las mujeres tienen más probabilidades de ganar menos que los hombres, y están representadas en exceso en ocupaciones de estatus inferior (Worrel y Remer, 1992). Varios factores influyen en esta trayectoria profesional, incluidos los estereotipos de roles de género respecto de qué trabajos son apropiados para hombres y mujeres. Las mujeres a menudo son dirigidas a empleos vinculados al cuidado y la educación elemental, mientras que los puestos de liderazgo están reservados a los hombres (Worrel y Remer, 1992).
El sexismo institucionalizado en el sistema educativo a menudo alienta a las niñas a que estudien materias tradicionalmente femeninas y las desanima a estudiar matemáticas y ciencias, por ejemplo. Las prácticas de contratación laboral también reflejan las actitudes y creencias discriminatorias según las cuales los hombres son el sostén económico de la familia y la contratación de las mujeres es una decisión más arriesgada porque su trabajo se verá interrumpido una vez que tengan hijos (Worrel y Remer, 1992).
Estos mensajes sociales a menudo conducen a la internalización de mensajes negativos, que incluyen una menor autoconfianza y autoestima, niveles más bajos de asertividad y disposición para negociar, y el síndrome del impostor, donde las mujeres creen que no merecen el éxito y el hecho de alcanzarlo se debe a que simplemente fueron afortunadas (Worrel y Remer , 1992).
Cuando las mujeres buscan un empleo no tradicional, se las coloca en un doble compromiso; se espera que sean competentes en su trabajo y al mismo tiempo sean femeninas. Especialmente para las mujeres en campos dominados por los hombres, es dificultoso tratar de ser laboralmente competentes y ser exitosas como mujeres (Howard, 1986).

## Terapeutas feministas
Los terapeutas feministas trabajan con mujeres en busca de asesoramiento, así como con hombres, en busca de ayuda para aliviar una variedad de problemas de salud mental. Los terapeutas feministas tienen interés en el género y en cómo múltiples identidades sociales pueden afectar el funcionamiento de un individuo. 

Los psicólogos o terapeutas que se identifican con el feminismo, la creencia de que mujeres y hombres son iguales, o la teoría psicológica feminista pueden llamarse a sí mismos terapeutas feministas. Actualmente, no hay muchos programas de capacitación postdoctoral en psicología feminista, pero se están desarrollando y modificando modelos para que las instituciones comiencen a ofrecerlos. La mayor parte de esta capacitación se basa en técnicas de asesoramiento en cuestiones y estudios de género.